# 세종 국곡리 입석
국곡리 입석(菊谷里 立石)은 세종특별자치시 금남면 국곡리에 있는 선돌이다. 2014년 9월 30일 세종특별자치시의 향토문화유산 제51호로 지정되었다.

## 개요
국곡리 입석(菊谷里 立石)은 세종특별자치시 금남면 국곡리 마을의 입구에 따로 세워져 있는 2기의 바윗돌이다. 국곡리 입석에 대한 기록이나 조사된 자료는 없지만 다른 지역에서는 고인돌과 관계되어 확인된 사례가 있어 인근에 있는 국공리 고인돌(세종특별자치시 향토문화유산 제50호)과 같은 거석문화(巨石文化)의 한가지로 보고 있다.
본래의 위치는 알 수 없지만 옮겨진 것이라 하고, 현재는 국곡리 국실교에서 죽암사로 가는 길가에 1기가 세워져 있고 나머지 1기는 국실교 옆 논 가운데 있었다가 논 밖으로 옮겨져 있다. 입석의 크기는 2기가 비슷하고 특별한 가공의 흔적이 관찰되지 않는 자연석이다. 국곡리 마을에서는 길가의 입석이 관모(官帽)를 쓰고 있는 형태와 비슷하다 하여 남자장승인 천하대장군(天下大將軍)이며, 논에 있던 것은 여자장승인 지하대장군(地下大將軍)으로 하여 장승제(長丞祭)를 지내고 있어 입석에 금줄이 둘러져 있다.
장승제는 매년 음력 1월 14일에 길가의 입석 앞에서 마을의 풍요(豐饒)와 안녕(安寧), 화합(和合)을 바라면서 지내고 있는데 그 의미와 풍습이 선사시대에 입석을 세웠던 당시와 크게 다르지 않을 것으로 생각된다.

## 현지 안내문
국곡리의 마을 입구에 자리잡고 있는 입석을 말한다. 국곡리에는 두 기의 입석이 자리하고 있는데, 마을 창고 뒤에 있는 입석은 높이 220CM, 너비 40~50cm, 두께 20cm이며, 마을 입구에 있는 입석도 높이 215cm, 너비 60cm, 두께 20cm로 서로 크기가 비슷하다.
이 입석이 언제 이곳에 세워졌는가는 잘 알 수 없지만 주변에 있는 고인돌과 함께 청동기시대에 세워진 것으로 알려져 있다. 마을사람들은 이 입석을 '장승'이라고 부르고 있으며, 실제로 '장승제'를 지내고 있다.
일반적으로 입석이 풍요를 기원하고, 마을을 수호하는 기능을 하는 것인 만큼 국곡리의 입석도 풍요와 수호의 의미를 담고 있는 것으로 볼 수 있다.